# LTV XC-142
Ling-Temco-Vought (LTV) XC-142 là một loại máy bay vận tải thử nghiệm của Hoa Kỳ, nó được chế tạo nhằm thử nghiệm cấu hình máy bay vận tải cất hạ cánh thẳng đứng/đường băng ngắn.

## Tính năng kỹ chiến thuật (XC-142A)
Dữ liệu lấy từ Jane's All The World's Aircraft 1965–66
Đặc điểm tổng quát
- Kíp lái: 2
- Sức chứa: 32 lính hoặc 24 cáng bệnh và 4 nhân viên y tế
- Tải trọng: 8.000 lb (3.336 kg)
- Chiều dài: 58 ft 1 in (17,71 m)
- Sải cánh: 67 ft 6 in (20,60 m)
- Chiều cao: 26 ft 1 in (7,95 m)
- Diện tích cánh: 534,5 sq ft (49,67 m²)
- Trọng lượng rỗng: 22.595 lb (10.270 kg)
- Trọng lượng cất cánh tối đa: 44.500 lb (20.227 kg) (STOL)
- Động cơ: 4 × General Electric T64-GE-1 kiểu turboprop, 2.850 hp (2.126 kW)  mỗi chiếc

 Hiệu suất bay 
- Vận tốc cực đại: 431 mph (375 knot, 694 km/h) trên độ cao 20.000 ft (6.100 m)
- Vận tốc hành trình: 288 mph (250 knot, 463 km/h) trên mực nước biển
- Bán kính chiến đấu: 470 mi (409 hải lý, 757 km)
- Tầm bay chuyển sân: 3.800 mi (3.300 nmi, 6.100 km)
- Trần bay: 25.000 ft (7.620 m)
- Vận tốc lên cao: 6.800 ft/phút (34,5 m/s)